# Мраморная красавица
«Мра́морная краса́вица» (англ. The Marble Maiden, фр. La Fille de marbre) — балет балетмейстера Альбера на музыку Адольфа Адана на либретто Альбера и Анри де Сен-Жоржа, поставленный в 1845 году в Лондоне, на сцене театра «Друри-Лейн»; также двухактный балет-пантомима балетмейстера Артура Сен-Леона по собственному стихотворному либретто на музыку Микеле Коста и Цезаря Пуни, поставленный в 1847 году в парижской Опере на сцене Театра Ле Пелетье — переделка балета Жюля Перро «Альма, или Дочь огня» (1842), дебют Сен-Леона в Париже в качестве артиста и постановщика.

## Балет Альбера
Спектакль стал второй совместной работой балетмейстера и композитора — тремя годами ранее Альбер поставил в парижской Опере трёхактный балет Адана «Гентская красавица». И французская, и английская пресса отмечала, как жива, непринуждённа и грациозна музыка обеих «Красавиц» композитора. Основой для сюжета послужил античный миф о скульпторе Пигмалионе, влюбившемся в статую собственного творения. В главных партиях выступили Адель Дюмилатр и Люсьен Петипа. 

## Балет Сен-Леона
Через два с небольшим года после лондонской премьеры балета Альбера дирекция парижской Оперы заключила контракт с 26-летним танцовщиком Артуром Сен-Леоном и его супругой, итальянской прима-балериной Фанни Черрито, до этого в течение четырёх сезонов блиставших на лондонской сцене. Сен-Леон оговорил возможность дебютировать в Париже одновременно и в качестве танцовщика, и в качестве балетмейстера. Для постановки был выбран балет Жюля Перро «Альма, или Дочь огня», который тот поставил в 1842 году специально для Черрито.
Сен-Леон с супругой прибыли в Париж в сентябре 1847 года, премьера спектакля состоялась 20 октября. Балет вышел с некоторой задержкой, так как Сен-Леон травмировал колено и ему требовалось время для выздоровления. Партию Фатьмы исполнила Фанни Черрито, в партии скульптора Манасса выступил сам балетмейстер. 
Сен-Леон использовал для партитуры музыку Микеле Коста (без указания его имени в афише) и своего постоянного сотрудника Цезаря Пуни. Необычным здесь было то, что Сен-Леон написал либретто для своего балета в стихотворной форме. Поэт Теофиль Готье высказался по этому поводу: «Хотя это и не обычное явление, балетный сценарий, как видим, можно слагать стихами не хуже, чем оперное либретто». В целом, сюжет повторял фабулу «Альмы», однако Сен-Леон ввёл в свой балет несколько новых действующих лиц, имена других были изменены. 
Оформление спектакля выполнили Шарль Камбон, Жозеф Тьерри, костюмы по эскизам Поля Лормье. 
Постановка имела огромный успех среди парижской публики. Примечательно, что автор «Альмы» Жюль Перро, работавший в то время в Санкт-Петербурге, и поставивший там этот спектакль ранее, вероятно, из-за успеха версии Сен-Леона, переставил в Большом театре свой спектакль, поменяв название на парижскую новинку. 
Отмечая прекрасно поставленные и исполненные танцы, критика в то же время, отмечала недостатки в драматургии балета: 

Дебют Черрито имел место в балете на итало-английский манер, сочинённом и поставленном г. Сен-Леоном. Руководимая разумом, французская публика даже в искусстве антраша и пируэтов требует больше логики <…>. Впрочем, на сей раз, сообразуясь с необходимостью осуществить быструю постановку, которая вместе с тем представляла бы законченное произведение, она наивным образом позволила себе увлечься живописностью деталей и очарованием исполнения.
По мнению балетоведа В. М. Красовской «Мраморная красавица», как и другие ранние работы начинающего хореографа, блистал не только «щедрой россыпью классических и характерных танцев», но и «пустопорожностью смысла». В то же время «шаблонный, даже бессмысленный сценарий мало влияет на успех балета, если воплощён средствами по-новому выразительной хореографии». 
В октябре 1848 года балет был возобновлён. Теофиль Готье и в этот раз отметил слабость сценария: «Быть может, в сценарии и нет большого логического развития, но какое это имеет значение! Хореографическое действо происходит с невероятной быстротой, однако тому, как сцены соединяются друг с другом придаётся мало значения».
17 декабря 1851 года был поставлен в московском Большом театре балетмейстером Фредериком Малавернем в бенефис танцовщицы Ирки Матиас (в 2 актах 3 картинах, по Сен-Леону).
В марте 1856 года переработанный вариант «Альмы» под названием «Мраморная статуя» поставил в Большом театре Петербурга Жюль Перро. Главную партию исполнила та же Фанни Черрито, в роли скульптора Перифита выступил Перро. 

### Синопсис
Скульптор Манасс создаёт статую Фатьмы. Он влюбляется в своё творение настолько, что готов отдать душу дьяволу, если тот вдохнёт в неё жизнь. Узнав, что оживлённая Фатьма никогда не сможет полюбить, скульптор хочет отказаться от своих желаний – но слишком поздно: пламя обвивало скульптуру и она оживала.